# Susanna (film, 1967)

Susanna est un film hongkongais réalisé par Ho Meng-hua, sorti en 1967.
Il s'agit d'un drame lacrymal centré autour du personnage éponyme, interprété par Li Ching, une jeune actrice révélée deux ans plus tôt par le film The Mermaid.
Susanna est une adolescente jolie et brillante mais dont le comportement vis-à-vis de son entourage (sa mère, son beau-père et la fille de ce dernier d'un premier mariage) est odieux. Un incident va l'obliger à se remettre en question et à envisager différemment son rapport au monde.

## Fiche technique
- Titre original chinois : 珊珊 (Shān-shān)
- Titre original anglais : Susanna
- Réalisation : Ho Meng-hua
- Scénario :  Ho Chi
- Production : Shaw Brothers
- Musique : Wang Fu-lin
- son : Wang Yung-hua
- Pays d'origine : Hong Kong
- Langue originale : mandarin
- Format : Couleurs - 2,35:1 - Mono - 35 mm
- Genre : drame
- Durée : 103 minutes
- Date de sortie : 16 octobre 1967

## Distribution
- Li Ching : Susanna (Shan-shan)
- Chang Chung-wen : sa mère
- Kwan Shan : M. Lin, son beau-père
- Alison Chang Yen : sa belle-sœur, fille du précédent
- Ho Fan : un ami
- Yang Chih-ching : père de M. Lin
- Tsang Choh-lam : l'ami d'un personnage secondaire

## Récompenses
Le film est nommé dans la catégorie « Meilleur film » au Golden Horse Festival de 1969 et obtient le prix du meilleur son.